# Chilperico II (re dei Burgundi)
Chilperico (... – 486 circa) fu re dei Burgundi, governando la zona di Lione, dal 473 fino alla sua morte.

## Origini
Era figlio del re dei Burgundi, Gundioco e della moglie, una sorella del Patrizio Ricimero.

## Biografia
Gregorio di Tours lo cita assieme ai fratelli Gundobado, Godegiselo e Gundomaro, come figli di Gundioco e anche il successivo Liber Historiæ Francorum lo cita assieme ai fratelli come figlio di Gundioco, della stirpe del re visigoto, Atanarico.
Alla morte del padre, avvenuta nel 473 circa, Chilperico II assieme ai fratelli Gundobado, Godegiselo e Gundomaro, ascesero al trono, condividendolo con lo zio, Chilperico I.
A Chilperico II toccò di governare la valle della Saona, con sede a Lione, mentre i fratelli governavano rispettivamente: Godegiselo la valle del Doubs, con sede a Besançon, Gundomaro un tratto della valle del Rodano con sede a Vienne e Gundobado l'alta valle del Rodano con sede a Ginevra.
Poco dopo, sotto l'imperatore romano d'occidente, Glicerio, Chilperico II divenne magister militum della Gallia, con giurisdizione sulla valle del Rodano, tra Ginevra e Lione.
 In quel periodo Chilperico II strinse rapporti diplomatici con Ecdicio Avito, aiutandolo nella difesa dell'Alvernia, contro i Visigoti.
Dopo la morte dello zio Chilperico I si iniziò lotta fra i fratelli, per la supremazia, nel regno e Chilperico II, nel corso del 486, fu fatto assassinare da Gundobado.

## Discendenti
Chilperico II, dalla moglie (che fu annegata da Gundobado, dopo averle legato al collo un grosso sasso), ebbe quattro figli:
- un figlio maschio di cui non si conosce il nome, che venne ucciso assieme al padre
- un secondo figlio maschio di cui non si conosce il nome, che venne ucciso assieme al padre
- Sedeleuba (474 circa-?), suora. Fredegario la nomina come la più anziana delle figlie di Chilperico II, mentre Gregorio di Tours e l'anonimo cronista del Liber Historiæ Francorum, la chiamano Crona e che lo zio Gundobado, dopo aver eliminato tutti gli altri familiari, la esiliò, assieme alla sorella, Clotilde. Gregorio inoltre ci dice che si fece suora[2]
- Clotilde (Lione 475 circa- Tours 3 giugno 545), che, nel 493 circa, divenne regina consorte dei Franchi Sali[2].